# Rödbröstad skogssångare
Rödbröstad skogssångare (Cardellina rubrifrons) är en tätting i familjen skogssångare som förekommer i sydvästra USA och nordvästra Mexiko.

## Utseende
Rödbröstad är en 14 cm lång färgglad röd, grå, vit och svart skogssångare. Ovansidan är ljusgrå med vit övergump och undersidan är vit. I ansiktet, i nacken och på övre delen av bröstet är den lysande röd, medan hjässan och huvudsidorna är svarta. Den ses ofta knycka stjärten sidledes.

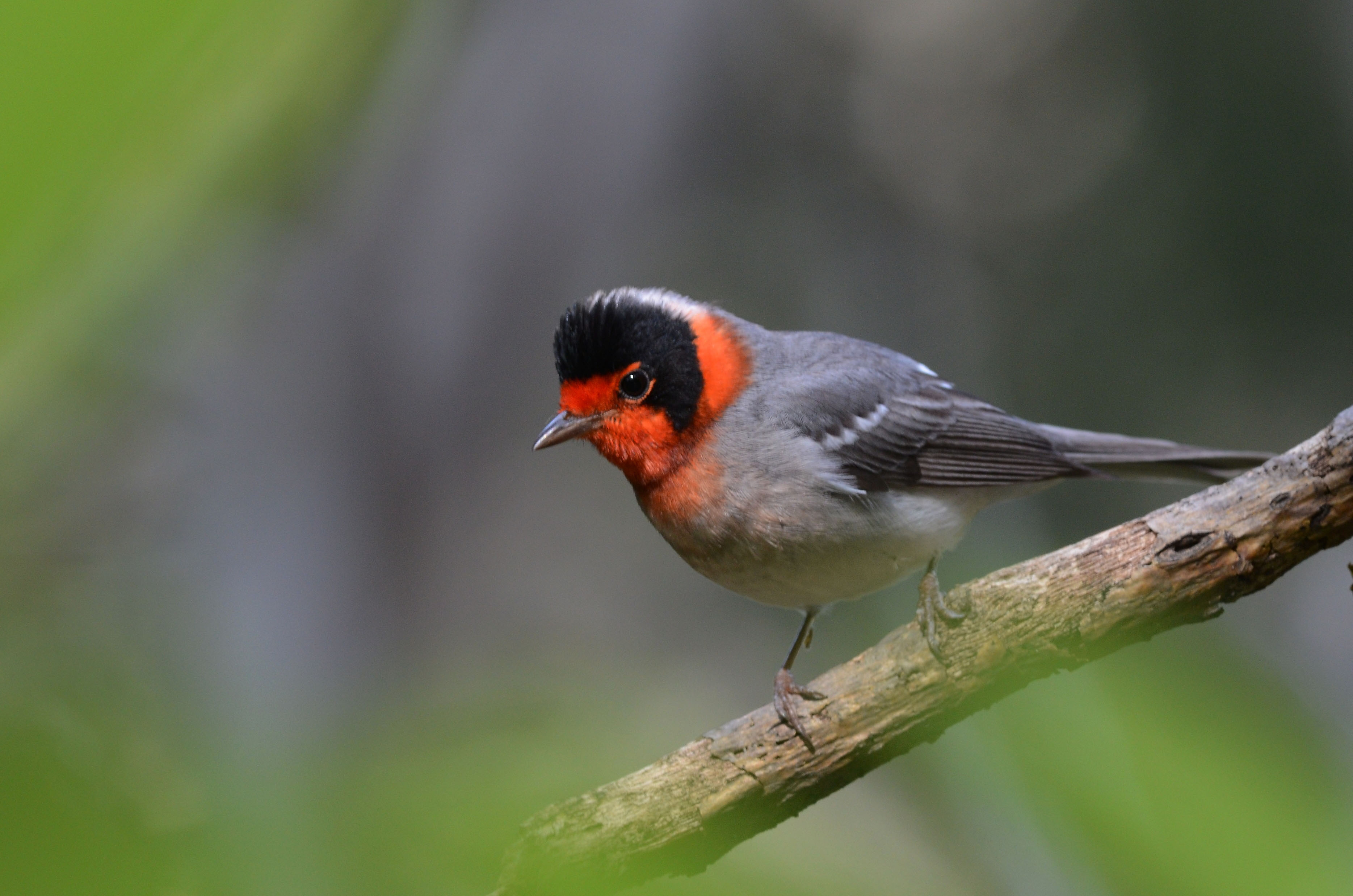

## Läten
Sången består av tunna och ljusa visslingar med betonade slut likt kapuschongskogssångaren, men olikt denna i snitt fallande strofer. Lätet är ett vasst "tuk".

## Utbredning och systematik
Rödbröstad skogssångare förekommer i bergstrakter från Arizona och New Mexico i USA till nordvästra Mexiko. Vintertid flyttar den så långt söderut som till Honduras. Den behandlas som monotypisk, det vill säga att den inte delas in i några underarter.

Utbredningsområdet för rödbröstad skogssångare, där gult betecknar häckningsområde, blått övervintringsområde och grönt förekomst året runt.

### Släktskap
Tidigare placerades rödbröstad skogssångare som ensam art i släktet Cardellina, men efter DNA-studier inkluderas numera ytterligare fyra arter: röd skogssångare och rosenskogssångare som tidigare utgjorde släktet Ergaticus samt de två Wilsonia-arterna kanadaskogssångare och svarthättad skogssångare.

## Levnadssätt
Rödbröstad skogssångare är lokalt vanliga i bergsskogar med barrträd och ek mellan 2000 och 3000 meters höjd. Det lilla skålformade boet av löv, gräs och barr göms på marken under en buske, ett liggande träd eller en sten. Honan lägger tre till fem brunfläckade vita ägg som ruvas i 12 dagar, varefter ungarna är flygga efter ytterligare tolv dagar. Födan består huvudsakligen, eller möjligen uteslutande, av insekter.

## Status och hot
Arten har ett stort utbredningsområde och en stor population, men tros minska i antal, dock inte tillräckligt kraftigt för att den ska betraktas som hotad. Internationella naturvårdsunionen IUCN kategoriserar därför arten som livskraftig (LC). Beståndet uppskattas till cirka 350 000 häckande individer.